# Platocoelotes imperfectus
Platocoelotes imperfectus är en spindelart som beskrevs av Wang och Jäger 2007. Platocoelotes imperfectus ingår i släktet Platocoelotes och familjen mörkerspindlar. Inga underarter finns listade i Catalogue of Life.